# Vučja Lokva
Vučja Lokva, település Szerbiában, a Raskai körzet Novi Pazar-i községében.

## Népesség
- 1948-ban 222 lakosa volt.
- 1953-ban 278 lakosa volt.
- 1961-ben 256 lakosa volt.
- 1971-ben 245 lakosa volt.
- 1981-ben 242 lakosa volt.
- 1991-ben 113 lakosa volt.
- 2002-ben mindössze 15 lakosa volt, akik mind bosnyák nemzetiségűek.